# 2021 en Irak
Cet article présente les faits marquants de l'année 2021 en Irak.

## Évènements
- 21 janvier : durant la campagne pour les élections législatives anticipées, un double-attentat-suicide à la ceinture d'explosifs sur le marché de vêtements d'occasion de la place Tayaran de Bagdad cause 32 morts et 110 blessés, il est revendiqué par l'État islamique[1] ; il s'agit du plus lourd attentat commis en Irak depuis un autre, commis sur la même place le 21 janvier 2018, également durant une campagne pour des élections législatives avec le même mode opératoire[1].
- 15 février : attaques d'Erbil.
- 5 au 7 mars : voyage du pape François[2], la première d'un pape dans ce pays.
- 24 avril : incendie de l'hôpital Ibn al-Khatib à Bagdad.
- 19 juillet : attentat meurtrier à Bagdad.
- 10 octobre : élections législatives.
- 7 décembre : attentat à Bassorah